# 俱难
俱難，五胡十六国时期前秦将领。金城郡人，弟弟是前秦右将軍俱石子。他为前秦扩张做出了贡献，但败于东晋之手，被贬为庶人。
俱難在前秦担任後将軍。建元七年（371年）三月，进攻驻扎桃山的東晋蘭陵郡太守張閔子，被东晋大司马桓温派出的军队击退。
後俱難任并州刺史。建元十二年（376年）十月，苻堅命令北討大都督苻洛幽州兵十万攻击代王拓跋什翼犍。俱難与前将軍朱肜、尚書趙遷、尚書李柔、鎮軍将軍鄧羌、前禁将軍張蚝、右禁将軍郭慶等率领步骑兵二十万，与苻洛军会师。前秦軍击破前来进攻的拓跋什翼犍，迫使其後退弱水，继续追击，拓跋什翼犍退至阴山。十二月，代国爆发内战，拓跋什翼犍被儿子拓跋寔君殺害。前秦军队以此为契机，直扑云中，迅速灭亡了代国。
建元十四年（378年）七月，苻堅命令俱難与右禁将軍毛盛、洛州刺史邵保共率歩骑七万攻打淮陽、盱眙。
建元十五年（379年）二月，俱難攻取淮阴，命邵保镇守，与占领彭城的彭超会师。四月，毛当、王显率兵两万从襄阳赶来增援，俱難与其合军攻打淮南。
五月，俱難等人攻占盱眙，俘获建威将軍、高密内史毛璪之。前秦军继续南攻，以六万兵围攻幽州刺史田洛所守的三阿。距广陵仅百余里，东晋大惊，在长江沿岸布防，征虜将軍謝石率领水軍驻扎塗中。
兗州刺史謝玄率广陵兵三万救援三阿，进军白馬塘。俱難派属下都顔率騎兵迎击謝玄，在塘西都顔战敗阵亡。謝玄進軍三阿，俱難、彭超迎击，也被打败，退至盱眙固守。
六月，谢玄进军石梁，让田洛率兵五万攻打盱眙。彭超、俱难再败，率军退至淮阴。谢玄派何谦、督护诸葛侃率领水军逆流而上，夜间就烧毁了淮水上的淮桥，攻打俱难。俱難等又败，邵保战死，前秦軍退至淮北。谢玄与何谦、戴逯、田洛追击，俱難等人被追至君川，再次惨败。俱難、彭超向北逃走，勉强逃脱。俱难将这次失败的全部责任归咎于彭超，并惩罚了他的司马柳浑。
七月，苻坚听说兵败，勃然大怒，派槛车送彭超下廷尉狱。彭超因此羞愧而自杀。俱難被削爵，贬为平民。